# 朱葆琛
朱葆琛，字献廷，山东高密县人，清末学者。

## 生平
1887年毕业于登州文会馆。历任登州文会馆教习、北京汇文书院教习、清江浦官学堂教习、京师大学堂教习、山西大学堂译书院主笔、青岛礼贤书院教习、天津北洋译学馆教习。